# Зайцев, Василий Ефимович (военком)
Василий Ефимович Зайцев (1897 — 1938) — советский военный деятель, дивизионный комиссар.

## Биография
Родился в русской крестьянской семье, окончил церковно-приходскую школу и высшее начальное училище в Спас-Деменске. До призыва в армию трудился на лесопильном заводе в качестве чернорабочего, а затем каменщиком на фабрике. В мае 1916 призван на военную службу в царскую армию, участник Первой мировой войны, воевал в составе 277-го Переяславского пехотного полка.  В апреле 1917 по болезни получил отпуск, приехал в Москву и поступил работать каменщиком на фабрику «Проводник». С июня 1917 член РСДРП(б), с мая 1918 в Красной армии как начальник политического отдела дивизии. Находился на политической работе, затем состоял в резерве РККА. С 10 сентября до 19 ноября 1921 был председателем Вологодской губернской ЧК. С конца того же года исполняющий обязанности военкома 5-й Витебской стрелковой дивизии, лишь в марте 1923 утверждён в должности. Но уже с мая того же года переводится на должность начальника политического отдела 27-й Омской стрелковой дивизии. До 1925 слушатель курсов усовершенствования высшего политического состава при Военно-политической академии РККА имени Н. Г. Толмачёва, после которых назначается начальником организационно-распределительного отдела политического управления Западного военного округа. С февраля по декабрь 1926 начальник организационного отдела политического управления Ленинградского военного округа. С декабря 1926 до 1928 на такой же должности в Московском военном округе. С 1928 до января 1930 опять начальник политического отдела 27-й Омской стрелковой дивизии. С января 1930 заместитель директора Трубочного завода № 4, при этом находился в резерве РККА. До июня 1933 директор Таганрогского инструментального механического завода. С июня 1933 заместитель начальника, с марта 1934 до июня 1937 был начальником политического отдела особого корпуса железнодорожных войск РККА. 21 апреля 1937 арестован НКВД, 25 апреля 1938 осуждён ВКВС СССР к ВМН, расстрелян в день вынесения приговора. Посмертно реабилитирован 23 мая 1957.

### Звания
- рядовой, 1916;
- дивизионный комиссар, 28 ноября 1935.[2]

### Награды
- орден Ленина, 4 апреля 1936.[3]